# N-Stoff
El N-Stoff o «sustancia N» era el nombre código empleado por los alemanes durante la Segunda Guerra Mundial para el trifluoruro de cloro ClF3. Se investigó sobre su posibilidades como comburente para motores cohete. También se experimentó su empleo como arma combinada química e incendiaria desde antes del estallido de la guerra, incluyendo ejercicios para la conquista de la Línea Maginot).

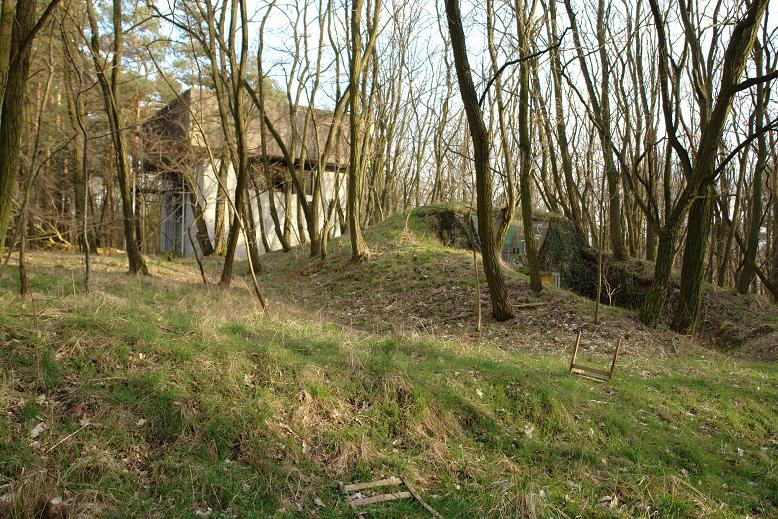
Torre del búnker de Falkenhagen

En 1938 comenzó en los bosques de Búnker de Falkenhagen un complejo industrial secreto. El emplazamiento estaba cerca de los laboratorios experimentales de la Wehrmacht en Kummersdorf, cerca de Wündsdorf y a 45 km de Berlín y a 17 km de Fráncfort del Óder. El complejo abarcaba unos 30 km². El proyecto consistía en un túnel de ferrocarril central y cuartos búnker subterráneos para fabricar el trifluoruro de cloro ("N-Stoff"). Estaba enterrados para conseguir mayor estabilidad térmica. La producción prevista era de 50 toneladas mensuales. Pero ese objetivo no se alcanzó y cuando el complejo fue abandonado por la llegada del Ejército Rojo a finales de 1944, no se había producido más de 50 toneladas. Entre junio y julio de 1944, Hitler traspaso el control del N-Stoff a las SS En el momento del abandono la planta estaba constituida por el túnel de ferrocarril, dos naves de producción y una extensión para el almacenamiento del producto final. Un poco antes de su conquista por el Ejército Rojo se construyeron unas instalaciones de fabricación del gas sarín a en la zona sur del búnker. Lo que produjo ciertas fricciones entre las SS y IG Farben encargada de la construcción. Las instalaciones se completaron pero no entraron en producción. 
Debido al secreto que envuelve a esta sustancia y al programa de gases de guerra como el sarín, además ambos programas compartían instalaciones junto con la destrucción de información provocada la guerra algunos autores opina que N-Stoff se refiere a gases de guerra.
No existen pruebas de que el N-Stoff fuera utilizado por los alemanes en los campos de batalla de la Segunda Guerra Mundial.